# Frevo

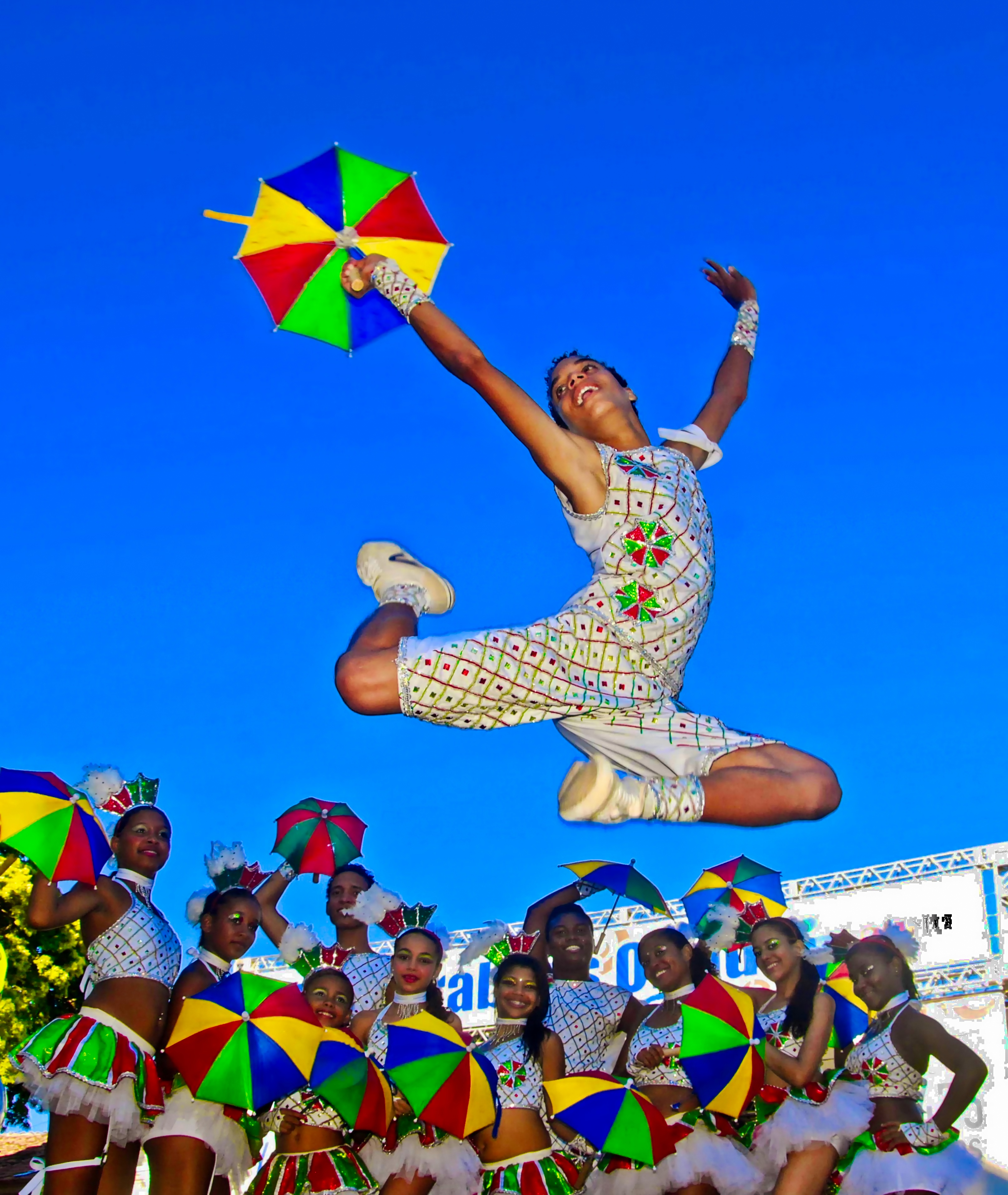
Frevo-danseres

De frevo is een Braziliaanse dans. De muziek heeft een snel ritme. De dans is behoorlijk acrobatisch, en wordt uitgevoerd met gebruik van felgekleurde parasolletjes. De frevo is een belangrijk element in het carnaval van de steden Recife en Olinda.

## Naamgeving
Het woord frevo is een verbastering van het werkwoord ferver ("koken", in de zin van "koken van enthousiasme").

## Muziek

### Geschiedenis
De frevo-muziek is aan het eind van de 19e eeuw ontstaan in de stad Recife. De belangrijkste invloeden waaruit de frevo-muziek ontstaan is, zijn de marsmuziek en de maxixe.
Op 12 februari 1907 wordt het woord frevo voor het eerst genoemd in een krant van Rio de Janeiro. Dit wordt nu als de officiële ontstaansdatum van de frevo aangehouden, ook al is de muziek eerder ontstaan. Zo is in februari 2007 in Recife in Olinda uitgebreid het 100-jarig bestaan van de frevo gevierd.
In het begin was de frevo een instrumentale muziekvorm. Vanaf de 1930-1939 worden er ook teksten voor frevo-muziek geschreven.
Later heeft de frevo veel modernere Braziliaanse muzikanten geïnspireerd, waaronder Tom Jobim en Vinicius de Moraes, Gilberto Gil, Chico Buarque en Alceu Valença.

### Beschrijving
De frevo-muziek wordt gekarakteriseerd door een zeer snel ritme. De verschillende instrumentgroepen zoals: gitaar, verschillende soorten trommels, triangel. spelen niet een meerstemmige melodie, maar om de beurt in een soort vraag-en-antwoordspel.

## Dans

### Geschiedenis
De dans is voortgekomen uit bewegingen van de capoeira. Aan het begin van de 20e eeuw liepen er tijdens het carnaval groepen capoeiristas voor de frevo-bands uit. Soms kwam het zelfs tot conflicten tussen deze groepen.

### Beschrijving
De frevo-dans heeft een belangrijk show-element. In tegenstelling met veel andere Latijns-Amerikaanse dansen, waarbij het van oorsprong meer gaat om de beleving van de danspartners, is frevo bij uitstek een dans die voor publiek wordt uitgevoerd.
De dans is erg acrobatisch. Er zijn meer dan 120 bewegingen van deze dans beschreven. Een karakteristieke beweging is wanneer de danser over het parasolletje heenspringt en deze tegelijkertijd aan de andere hand doorgeeft.